# Leo Panitch
Leo Victor Panitch FRSC (Winnipeg, 3 de maio de 1945 – Toronto, 19 de dezembro de 2020) foi um filósofo, editor e cientista político canadense. Era professor da Universidade Iorque. A partir de 1985, foi co-editor do Socialist Register. Panitch nasceu em Winnipeg, Manitoba. Era um defensor do marxismo.
Panitch morreu em 19 de dezembro de 2020 em um hospital de Toronto, Ontário, de pneumonia causada pela COVID-19 e mieloma múltiplo, aos 75 anos.

## Obras
- The Socialist Challenge Today (co-autorado com Sam Gindin), Merlin Press: 2018
- The Making of Global Capitalism: The Political Economy of American Empire (co-autorado com Sam Gindin), Verso: 2012
- In and Out of Crisis: The Global Financial Meltdown and Left Alternatives (co-autorado com Greg Albo and Sam Gindin), PM Press: 2010
- Renewing Socialism: Transforming Democracy, Strategy and Imagination, Merlin Press: 2008
- From Consent to Coercion: The Assault on Trade Union Freedoms (co-autorado com Donald Swartz), University of Toronto Press: 2003
- The End of Parliamentary Socialism: From New Left to New Labour (2ª edição) (co-autorado com with Colin Leys), Verso: 2001
- Working Class Politics in Crisis: Essays on Labour and the State, Verso: 1986
- The Canadian State: Political Economy and Political Power, University of Toronto Press: 1977